# Sturzkampfgeschwader 162
162-га ескадра пікіруючих бомбардувальників «Іммельман» (нім. Sturzkampfgeschwader 162 "Immelmann" (StG 162) — ескадра пікіруючих бомбардувальників Люфтваффе, що існувала у складі повітряних сил вермахту напередодні Другої світової війни.

## Історія
162-га ескадра пікіруючих бомбардувальників існувала з моменту формування 1 квітня 1936 року у Шверіні штабу StG 162. Втім, перша авіагрупа ескадри була сформована ще 1 жовтня 1935 року, яка відповідно вела свою історію від сформованої раніше «штурмової групи Шверін» (нім. Stukagruppe Schwerin), яка з квітня 1935 року носила назву «Іммельман». 1 квітня 1936 року було розгорнуто штаб ескадри та II групу, а групу «Шверін» було перейменовано в I групу. Ескадра відповідно прийняла традиційну назву «Іммельман». Мала на озброєнні Heinkel He 50 і Heinkel He 51. З лютого 1937 року ескадра отримала перші Junkers Ju 87 A-2. 1 квітня 1937 року перша група ескадри була передана навчальній ескадрі «Грайфсвальда» як друга група. Того ж дня II група стала I./ Tauchkampfgeschwader 167. Натомість була розгорнута нова III. група. 1 жовтня 1937 року ця III. група, яка була оснащена Heinkel He 70 і Henschel Hs 123, була передислокована в Бреслау-Штрахвіц, і там стала I./Sturzkampfgeschwader 163.
1 листопада 1938 року з частин Schlachtfliegergruppe 30 у Євері була створена нова I група. 1 травня 1939 року ця група сформувала II./Sturzkampfgeschwader 2.

## Командування

### Командири StG 162
- майор Ебергард Байєр (1 квітня — 15 листопада 1936)

1-ша група (I./StG 162)
- майор Ганс-Гуго Вітт (нім. Hans-Hugo Witt) (1 жовтня 1935 — 1 квітня 1937)
- гауптман Ульріх Шмідт (нім. Ulrich Schmidt) (1 квітня 1937 — 1 травня 1939)

2-га група (II./StG 162)
3-тя група (III./StG 162)
- майор Александер Голле (1 квітня — 1 жовтня 1937)

## Основні райони базування 162-ї ескадри пікіруючих бомбардувальників

### Основні райони базування штабу StG 162
| Час                          | Місто  | Основний літак |
| ---------------------------- | ------ | -------------- |
| 1 квітня — 15 листопада 1936 | Шверін | He 51          |

### Основні райони базування I./StG 162
| Час                              | Місто  | Основний літак |
| -------------------------------- | ------ | -------------- |
| 1 жовтня 1935 — 1 квітня 1937    | Шверін | He 50, He 51   |
| 1 листопада 1938 — 1 травня 1939 | Єфер   | Ju 87B         |

### Основні райони базування II./StG 162
| Час                           | Місто            | Основний літак              |
| ----------------------------- | ---------------- | --------------------------- |
| 1 квітня 1936 — 1 квітня 1937 | Любек-Бланкензее | Ar 65, He 50, He 70, Hs 123 |

### Основні райони базування III./StG 162
| Час                      | Місто  | Основний літак |
| ------------------------ | ------ | -------------- |
| 1 квітня — 1 жовтня 1937 | Анклам | He 70, Hs 123  |